# U-21-Fußball-Europameisterschaft 2025/Finalrunde
Dieser Artikel beschreibt die Finalrunde der U-21-Fußball-Europameisterschaft 2025.

## Spielplan
|  | Viertelfinale                                 | Viertelfinale                                 |  |  | Halbfinale                               | Halbfinale                               |   |  | Finale | Finale |
|  |                                               |                                               |  |  |                                          |                                          |   |  |        |        |
|  | 21. Juni 2025 um 21:00 Uhr in Trnava          |                                               |  |  |                                          |                                          |   |  |        |        |
|  | Spanien                                       | 1                                             |  |  | 25. Juni 2025 um 18:00 Uhr in Bratislava | 25. Juni 2025 um 18:00 Uhr in Bratislava |   |  |        |        |
|  | England                                       | 3                                             |  |  | England                                  | 2                                        |   |  |        |        |
|  | 21. Juni 2025 um 18:00 Uhr in Žilina          | 21. Juni 2025 um 18:00 Uhr in Žilina          |  |  | Niederlande                              | 1                                        |   |  |        |        |
|  | Portugal                                      | 0                                             |  |  | 28. Juni 2025 um 21:00 Uhr in Bratislava | 28. Juni 2025 um 21:00 Uhr in Bratislava |   |  |        |        |
|  | Niederlande                                   | 1                                             |  |  | England                                  | V3V                                      |   |  |        |        |
|  | 22. Juni 2025 um 21:00 Uhr in Dunajská Streda | 22. Juni 2025 um 21:00 Uhr in Dunajská Streda |  |  |                                          | Deutschland                              | 2 |  |        |        |
|  | Deutschland                                   | V3V                                           |  |  | 25. Juni 2025 um 21:00 Uhr in Košice     | 25. Juni 2025 um 21:00 Uhr in Košice     |   |  |        |        |
|  | Italien                                       | 2                                             |  |  | Deutschland                              | 3                                        |   |  |        |        |
|  | 22. Juni 2025 um 18:00 Uhr in Prešov          | 22. Juni 2025 um 18:00 Uhr in Prešov          |  |  | Frankreich                               | 0                                        |   |  |        |        |
|  | Dänemark                                      | 2                                             |  |  |                                          |                                          |   |  |        |        |
|  | Frankreich                                    | 3                                             |  |  |                                          |                                          |   |  |        |        |

V Sieg nach Verlängerung

## Viertelfinale

### Portugal – Niederlande 0:1 (0:0)
| Portugal                                                  | Portugal | Niederlande | Niederlande |
| --------------------------------------------------------- | --- | --- | ----------- |
| Portugal                                                  | \| 21. Juni 2025 um 18:00 Uhr in Žilina (Štadión pod Dubňom) \| \| Zuschauer: 7.117 \| \| Schiedsrichter: Goga Kikacheishvili ( Georgien) \| \| Spielbericht \| | \| 21. Juni 2025 um 18:00 Uhr in Žilina (Štadión pod Dubňom) \| \| Zuschauer: 7.117 \| \| Schiedsrichter: Goga Kikacheishvili ( Georgien) \| \| Spielbericht \| | Niederlande |
| Portugal                                                  | Samuel Soares – Rodrigo Pinheiro (86. Rodrigo Gomes), Chico Lamba, João Muniz, Nazinho – Mateus (80. Pedro Santos), Diogo Nascimento, Paulo Bernardo (63. Carlos Forbs) – Gustavo Sá (80. João Marques) – Geovany Quenda, Tiago Tomás (46. Henrique Araújo) Cheftrainer: Rui Jorge | Robin Roefs – Devyne Rensch , Rav van den Berg, Jorrel Hato, Ian Maatsen – Ryan Flamingo, Luciano Valente (53. Bjorn Meijer), Kenneth Taylor – Million Manhoef (79. Ernest Poku), Thom van Bergen (90.+4' Noah Ohio), Ruben van Bommel Cheftrainer: Michael Reiziger | Niederlande |
| Portugal                                                  | 0:1 Poku (84.) | | Niederlande |
| Portugal                                                  | Gustavo Sa (64.), Pedro Santos (90.+2'), Carlos Forbs (90.+5') | R. van Bommel (18.), Rensch (30.), Taylor (50.), Roefs (90.+4') | Niederlande |
| Portugal                                                  | R. van Bommel (21.) | | Niederlande |
| Portugal                                                  | Spieler des Spiels: Ian Maatsen (Niederlande) | | Niederlande |
| 21. Juni 2025 um 18:00 Uhr in Žilina (Štadión pod Dubňom) | | |             |
| Zuschauer: 7.117                                          | | |             |
| Schiedsrichter: Goga Kikacheishvili ( Georgien)           | | |             |
| Spielbericht                                              | | |             |

### Spanien – England 1:3 (1:2)
| Spanien                                                            | Spanien | England | England |
| ------------------------------------------------------------------ | --- | --- | ------- |
| Spanien                                                            | \| 21. Juni 2025 um 21:00 Uhr in Trnava (Štadión Antona Malatinského) \| \| Zuschauer: 8.247 \| \| Schiedsrichter: Simone Sozza ( Italien) \| \| Spielbericht \| | \| 21. Juni 2025 um 21:00 Uhr in Trnava (Štadión Antona Malatinského) \| \| Zuschauer: 8.247 \| \| Schiedsrichter: Simone Sozza ( Italien) \| \| Spielbericht \| | England |
| Spanien                                                            | Alejandro Iturbe – Marc Pubill, César Tárrega, Cristian Mosquera, Hugo Bueno – Javi Guerra, Beñat Turrientes (57. Raúl Moro) – Juanlu Sánchez (57. Mikel Jauregizar), Alberto Moleiro (78. Jesús Rodríguez), Diego López (71. Roberto Fernández) – Mateo Joseph (71. Pablo Torre) Cheftrainer: Santi Denia | James Beadle – Tino Livramento, Jarell Quansah, Charlie Cresswell, Jack Hinshelwood – Alex Scott (52. Elliot Anderson), Tyler Morton, Omari Hutchinson (52. Jonathan Rowe) – Harvey Elliott (71. Brooke Norton-Cuffy), Jay Stansfield (81. Ethan Nwaneri), James McAtee (71. Hayden Hackney) Cheftrainer: Lee Carsley ( Irland) | England |
| Spanien                                                            | 1:2 Javi Guerra (39., Elfmeter) | 0:1 McAtee (10.) 0:2 Elliott (15.) 1:3 Anderson (90.+4', Elfmeter) | England |
| Spanien                                                            | Santi Denia (90.,) | Morton (34.), Rowe (86.), McAtee (90.+5') | England |
| Spanien                                                            | Rafa Marin (90.+5', Reservebank) | | England |
| Spanien                                                            | Spieler des Spiels: James McAtee (England) | | England |
| 21. Juni 2025 um 21:00 Uhr in Trnava (Štadión Antona Malatinského) | | |         |
| Zuschauer: 8.247                                                   | | |         |
| Schiedsrichter: Simone Sozza ( Italien)                            | | |         |
| Spielbericht                                                       | | |         |

### Dänemark – Frankreich 2:3 (1:1)
| Dänemark                                                   | Dänemark | Frankreich | Frankreich |
| ---------------------------------------------------------- | --- | --- | ---------- |
| Dänemark                                                   | \| 22. Juni 2025 um 18:00 Uhr in Prešov (Futbal Tatran Aréna) \| \| Schiedsrichter: Sander van der Eijk ( Niederlande) \| \| Spielbericht \| | \| 22. Juni 2025 um 18:00 Uhr in Prešov (Futbal Tatran Aréna) \| \| Schiedsrichter: Sander van der Eijk ( Niederlande) \| \| Spielbericht \| | Frankreich |
| Dänemark                                                   | Andreas Jungdal – Anton Gaaei, Thomas Thiesson Kristensen, Oliver Provstgaard , Victor Bak (86. Elias Jelert) – Oscar Fraulo, Noah Nartey (86. Tochi Chukwuani), Oliver Sørensen – Isak Jensen (60. Mathias Kvistgaarden), William Osula (60. Conrad Harder), Clement Bischoff (72. William Bøving) Cheftrainer: Steffen Højer | Guillaume Restes – Ismaël Doukouré, Chrislain Matsima , Castello Lukeba, Quentin Merlin (81. Soungoutou Magassa) – Djaoui Cissé, Lucien Agoumé (81. Matthis Abline), Johann Lepenant – Félix Lemaréchal (72. Thierno Barry), Mathys Tel, Wilson Odobert (90.+3' Kiliann Sildillia) Cheftrainer: Gérald Baticle | Frankreich |
| Dänemark                                                   | 1:0 Bischoff (18.) 2:1 Sörensen (49.) | 1:1 Cissé (44.) 2:2 Merlin (84.) 2:3 Tel (85.) | Frankreich |
| Dänemark                                                   | Provstgaard (27.) | | Frankreich |
| Dänemark                                                   | Spieler des Spiels: Djaoui Cissé (Frankreich) | | Frankreich |
| 22. Juni 2025 um 18:00 Uhr in Prešov (Futbal Tatran Aréna) | | |            |
| Schiedsrichter: Sander van der Eijk ( Niederlande)         | | |            |
| Spielbericht                                               | | |            |

### Deutschland – Italien 3:2 n. V. (2:2, 0:0)
| Deutschland                                               | Deutschland | Italien | Italien |
| --------------------------------------------------------- | --- | --- | ------- |
| Deutschland                                               | \| 22. Juni 2025 um 21:00 Uhr in Dunajská Streda (DAC Aréna) \| \| Schiedsrichter: Manfredas Lukjančukas ( Litauen) \| \| Spielbericht \| | \| 22. Juni 2025 um 21:00 Uhr in Dunajská Streda (DAC Aréna) \| \| Schiedsrichter: Manfredas Lukjančukas ( Litauen) \| \| Spielbericht \| | Italien |
| Deutschland                                               | Noah Atubolu – Nnamdi Collins (100. Elias Baum), Max Rosenfelder (91. Tim Oermann), Bright Arrey-Mbi, Nathaniel Brown – Rocco Reitz, Eric Martel (114. Paul Wanner), Paul Nebel (62. Merlin Röhl) – Brajan Gruda (62. Ansgar Knauff), Nicolò Tresoldi (62. Nelson Weiper), Nick Woltemade Cheftrainer: Antonio Di Salvo | Sebastiano Desplanches – Daniele Ghilardi, Diego Coppola, Lorenzo Pirola (102. Riccardo Turicchia) – Mattia Zanotti, Matteo Prati (91. Michael Kayode), Cher Ndour (88. Niccolò Pisilli), Matteo Ruggeri (88. Giuseppe Ambrosino) – Giovanni Fabbian (102. Jacopo Fazzini), Luca Koleosho (71. Cesare Casadei) – Wilfried Gnonto Cheftrainer: Carmine Nunziata | Italien |
| Deutschland                                               | 1:1 Nick Woltemade (68.) 2:1 Nelson Weiper (87.) 3:2 Merlin Röhl (117.) | 0:1 Luca Koleosho (58.) 2:2 Giuseppe Ambrosino (90.+6') | Italien |
| Deutschland                                               | Brown (90.+3') | Pirola (16.), Koleosho (28.), Gnonto (63.), Zanotti (90.), Prati (90.), Kayode (120.), Nunziata (120.), Casadei (120.+1') | Italien |
| Deutschland                                               | Gnonto (81.), Zanotti (90.) | | Italien |
| Deutschland                                               | Spieler des Spiels: Bright Arrey-Mbi (Deutschland) | | Italien |
| 22. Juni 2025 um 21:00 Uhr in Dunajská Streda (DAC Aréna) | | |         |
| Schiedsrichter: Manfredas Lukjančukas ( Litauen)          | | |         |
| Spielbericht                                              | | |         |

## Halbfinale

### England – Niederlande 2:1 (0:0)
| England                                                              | England | Niederlande | Niederlande |
| -------------------------------------------------------------------- | --- | --- | ----------- |
| England                                                              | \| 25. Juni 2025 um 18:00 Uhr in Bratislava (Národný futbalový štadión) \| \| Schiedsrichter: Vasilios Fotias ( Griechenland) \| \| Spielbericht \| | \| 25. Juni 2025 um 18:00 Uhr in Bratislava (Národný futbalový štadión) \| \| Schiedsrichter: Vasilios Fotias ( Griechenland) \| \| Spielbericht \| | Niederlande |
| England                                                              | James Beadle – Tino Livramento, Charlie Cresswell, Jack Hinshelwood, Jarell Quansah – James McAtee (78. Jonathan Rowe), Omari Hutchinson (78. Brooke Norton-Cuffy), Elliot Anderson – Harvey Elliott (90.+1' Archie Gray), Jay Stansfield (84. Ethan Nwaneri), Alex Scott (84. Hayden Hackney) Cheftrainer: Lee Carsley ( Irland) | Robin Roefs – Neraysho Kasanwirjo (46. Wouter Goes), Rav van den Berg, Jorrel Hato , Ian Maatsen – Ryan Flamingo, Luciano Valente (76. Bjorn Meijer), Antoni Milambo (70. Noah Ohio) – Million Manhoef (86. Myron van Brederode), Thom van Bergen (86. Youri Regeer), Ernest Poku Cheftrainer: Michael Reiziger | Niederlande |
| England                                                              | 1:0 Elliott (62.) 2:1 Elliott (85.) | 1:1 Ohio (72.) | Niederlande |
| England                                                              | Anderson (45.+1') | Goes (77.) | Niederlande |
| England                                                              | Spieler des Spiels: Harvey Elliott (England) | | Niederlande |
| 25. Juni 2025 um 18:00 Uhr in Bratislava (Národný futbalový štadión) | | |             |
| Schiedsrichter: Vasilios Fotias ( Griechenland)                      | | |             |
| Spielbericht                                                         | | |             |

### Deutschland – Frankreich 3:0 (2:0)
| Deutschland                                                    | Deutschland | Frankreich | Frankreich |
| -------------------------------------------------------------- | --- | --- | ---------- |
| Deutschland                                                    | \| 25. Juni 2025 um 21:00 Uhr in Košice (Košická futbalová aréna) \| \| Schiedsrichter: Nick Walsh ( Schottland) \| \| Spielbericht \| | \| 25. Juni 2025 um 21:00 Uhr in Košice (Košická futbalová aréna) \| \| Schiedsrichter: Nick Walsh ( Schottland) \| \| Spielbericht \| | Frankreich |
| Deutschland                                                    | Noah Atubolu – Nnamdi Collins, Max Rosenfelder (11. Tim Oermann), Bright Arrey-Mbi, Nathaniel Brown – Paul Nebel (88. Jamil Siebert), Eric Martel , Rocco Reitz (88. Paul Wanner) – Ansgar Knauff (72. Brajan Gruda), Nick Woltemade, Nelson Weiper (71. Merlin Röhl) Cheftrainer: Antonio Di Salvo | Guillaume Restes – Soungoutou Magassa, Ismaël Doukouré (74. Andy Diouf), Castello Lukeba – Kiliann Sildillia, Djaoui Cissé (77. Lucien Agoumé), Johann Lepenant (64. Loum Tchaouna), Quentin Merlin – Wilson Odobert (64. Félix Lemaréchal), Matthis Abline (46. Thierno Barry), Mathys Tel Cheftrainer: Gérald Baticle | Frankreich |
| Deutschland                                                    | 1:0 Weiper (8.) 2:0 Woltemade (14.) 3:0 Gruda (90.+3') | | Frankreich |
| Deutschland                                                    | Gruda (77.), Martel (86.) | Doukouré (33.), Lepenant (57.), Magassa (63.), Lukeba (85.) | Frankreich |
| Deutschland                                                    | Spieler des Spiels: Nick Woltemade (Deutschland) | | Frankreich |
| 25. Juni 2025 um 21:00 Uhr in Košice (Košická futbalová aréna) | | |            |
| Schiedsrichter: Nick Walsh ( Schottland)                       | | |            |
| Spielbericht                                                   | | |            |

## Finale

### England – Deutschland 3:2 n.V. (2:2, 2:1)
| England                                                              | England | Deutschland | Deutschland |
| -------------------------------------------------------------------- | --- | --- | ----------- |
| England                                                              | \| 28. Juni 2025 um 21:00 Uhr in Bratislava (Národný futbalový štadión) \| \| Schiedsrichter: Sander van der Eijk ( Niederlande) \| \| Spielbericht \| \| Spielbericht 2 \| | \| 28. Juni 2025 um 21:00 Uhr in Bratislava (Národný futbalový štadión) \| \| Schiedsrichter: Sander van der Eijk ( Niederlande) \| \| Spielbericht \| \| Spielbericht 2 \| | Deutschland |
| England                                                              | James Beadle – Tino Livramento, Charlie Cresswell, Jarell Quansah, Jack Hinshelwood – Elliot Anderson (98. CJ Egan-Riley), Alex Scott (44. Tyler Morton), Harvey Elliott (91. Jonathan Rowe), James McAtee, Omari Hutchinson (98. Samuel Iling-Junior) – Jay Stansfield (62. Brooke Norton-Cuffy) Cheftrainer: Lee Carsley ( Irland) | Noah Atubolu – Nnamdi Collins, Tim Oermann (106. Paul Wanner), Bright Arrey-Mbi, Nathaniel Brown (86. Lukas Ullrich) – Eric Martel (98. Nicolò Tresoldi), Rocco Reitz, Brajan Gruda (73. Ansgar Knauff), Nick Woltemade, Paul Nebel – Nelson Weiper (80. Merlin Röhl) Cheftrainer: Antonio Di Salvo | Deutschland |
| England                                                              | 1:0 Elliott (5.) 2:0 Hutchinson (24.) 3:2 Rowe (92.) | 2:1 Weiper (45.+1') 2:2 Nebel (61.) | Deutschland |
| England                                                              | Scott (43.), Iling-Junior (113.), Beadle (115.) | Martel (37.) | Deutschland |
| England                                                              | Spieler des Spiels: James McAtee (England) | | Deutschland |
| 28. Juni 2025 um 21:00 Uhr in Bratislava (Národný futbalový štadión) | | |             |
| Schiedsrichter: Sander van der Eijk ( Niederlande)                   | | |             |
| Spielbericht                                                         | | |             |
| Spielbericht 2                                                       | | |             |